# Kozani
Kozani (grekiska Κοζάνη) är en stad i norra Grekland och huvudstad i prefekturen Kozani samt i regionen Västra Makedonien. Staden ligger i västra delen av landskapet Makedonien, i den norra delen av Aliakmonasflodens dalgång. Staden ligger 710 meter över havsnivån, 15 kilometer nordväst om den artificiella sjön Polyfytos, 120 kilometer sydväst om Thessaloniki, mellan bergen Pieria, Vermio, Bourinos och Askio. Den har en ungefärlig befolkning på 50 000 invånare.
Staden har ett kontinentalt klimat med kalla, torra vintrar, och varma somrar.
I Kozani ligger Västra Makedoniens teknologiska institut samt Västra Makedoniens universitet, med totalt omkring 15 000 studenter från hela Grekland. Staden är även säte för Greklands motsvarighet till hovrätten i Västra Makedonien, samt hyser regionens huvudsakliga polis- och brandstation.
En viktig årlig händelse är Kozanis karneval i slutet av vintern, som bibehåller mycket av profaniteten från antikens Dionysoskult.
Kozani är känd i Grekland för att produktionen av den grekmakedonska saffransarten Krokos Kozanis sker i den närbelägna staden Krokos.
Staden är en transportnod mellan Mellersta Makedonien, Thessalien och Epirus. Den närmsta flygplatsen är Filippos Airport, fyra kilometer ifrån staden. Flygplatsen öppnades under mitten av 1900-talet. Staden ligger nära Egnatiavägen som sammanbinder Joniska havets kust med Thessaloniki och den turkiska gränsen.

## Etymologi
Namnet "Kozani" kommer från det sydslaviska ordet koza som betyder get eller koža som betyder ’skinn’, ’getskinn’ .
Exempel på andra hypoteser är att det kommer av byn Kósdiani, från vilka nybyggare anlände under 1400-talet .
Stadens namn på makedonska och andra slaviska språk är Кожани (Kožani).

## Historia

### Neolitisk tid - antiken - bysanstiden
Antikviteter från Bysanstiden har grävts ut i många delar av staden. I östra delen av Kozani har en antik nekropol som dateras till tidiga järnåldern hittats.
Under Filip II:s av Makedonien regeringstid kallades regionen Elimiotis, och var en del av Övre Makedonien. I den sydvästra delen av den moderna staden, på Siopotokullen, fanns en bosättning vid namn Kalyvia mellan 1100- och 1300-talet. Rester av den bevaras ännu.

### Osmanska perioden - Balkankrigen - moderna tider
Kozani grundades förmodligen av kristna bosättare som, efter Osmanska rikets erövringar, drog sig ifrån slätterna i Makedonien in i bergen, under 1300- och 1400-talen. Dess säkra placering lockade snart andra kristna som förvisats ur Epirus år 1392. Tillsammans med Epirus bosättare flyttade många boskapsuppfödare in i regionen.
Kozani omnämns för första gången i skriftliga källor i ett osmanskt register daterat till år 1528, som en bosättning med 91 hus, 23 singlar och 15 änkor.
En av Kozanis viktigaste bosättare var fåraherdeöverhuvudet Ioannis Trantas, som kom till Kozani med omkring 100 familjer. Hans son, Charisios Trantas, lyckades tillägna sig sultanens firman år 1664, och kom enligt firmans villkor under sultanens moders beskydd, och fick många privilegier, exempelvis förbjöd den turkar från att bosätta sig i området.
År 1664 byggdes en kyrka tillägnad Agios Nikolaos. 1668 byggdes stadens bibliotek och kända skola. Under 1600- och 1800-talen gav kommersiella relationer med länder i Centraleuropa staden möjlighet att blomstra ekonomiskt. Under 1800-talet var befolkningen enligt utländska besökare grekisk, och växte .
Stadens tillväxt stördes år 1770, på grund av en konflikt mellan Kozanis lokala invånare och kozanitiska handelsmän i Centraleuropa, som bidrog till stadens rikedom. Utöver detta plundrades staden av turkiska bejer samma år. År 1830 plundrades och förstördes staden återigen av turkarna. Enligt 1904 års folkräkning hade staden 12 350 invånare, varav 12 000 greker och 350 valakier.
Den grekiska armén gick in i Kozani den 11 oktober 1912 under första Balkankriget, efter en seger mot den osmanska armén vid Sarantaporo. Vid den här tiden bestod staden av 12 000 ortodoxa greker.. År 1923, vid befolkningsväxlingen mellan Grekland och Turkiet, bosatte sig omkring 1400 grekiska familjer från Pontos och Mindre Asien i Kozani.
Under 1900-talet växte staden rejält, då brunkolreserver i området började användas av DEI, vilket gjorde Kozani till den främsta elproducenten i Grekland.
En jordbävning som inträffade i regionen den 13 maj 1995, som gav ett värde på 6,6 på Richterskalan, orsakade endast skador på byggnader.
Staden kombinerar idag modern med äldre arkitektur. Några utmärkande byggnader är klocktornet, stadshuset, folkloremuseet, skolan Valtadoreio, nationalbanken, hotellet Ermioneion och Georgios Lassanis och Grigorios Vuorkas herrgårdar.
Det kommunala biblioteket i Kozani är det andra största i Grekland, och hyser 150 000 böcker, ovanliga publikationer, värdefulla dokument och en av få exemplar av Rigas Feraios frihetsbrev. Av denna anledning ingår Kozani i ett projekt som ska främja läsning i Grekland.

## Kultur

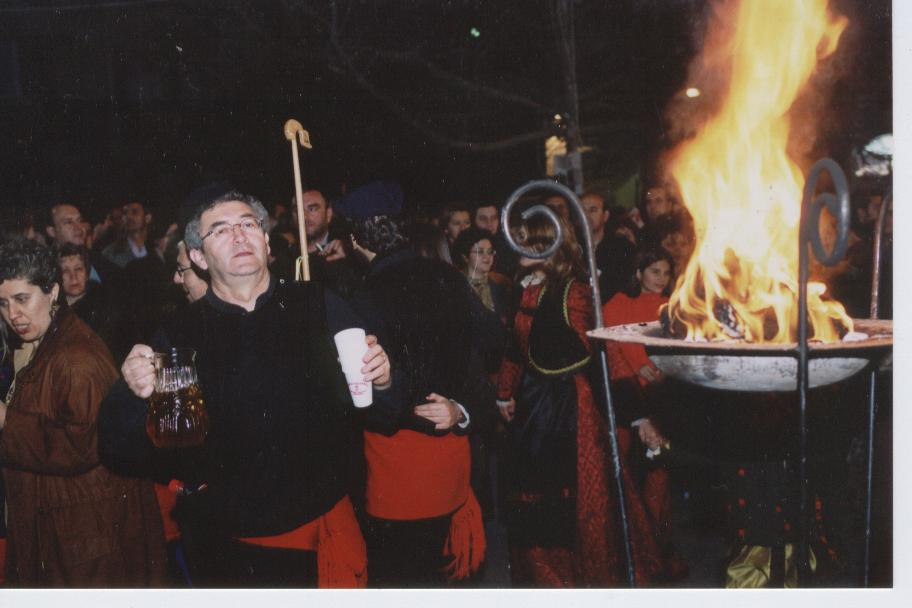
Brasorna under karnevalen

### Kozanikarnevalen
Under Kozanikarnevalen tänds stora brasor på Kozanis torg, och folk sjunger och dansar runt dessa, vanligtvis till lokala melodier, såsom Makedonikos antikristos, som är den mest kända sången i regionen, ofta kallad "Kozanis nationalsång". Arrangemanget kulminerar på söndagen under den sista veckan, efter karnevalsparaden, då är alla brasor tända i hela staden, och brinner in i den tidiga morgonen.

### Lassaneiafestivalen
Lassaneiafestivalen är ett samlingsnamn för ett antal händelser i slutet av sommaren, exempelvis teaterframställningar, konserter, friidrottstävlingar etc. Namnet kommer av Georgios Lassanis, som var från Kozani och stred i Grekiska frihetskriget.

### Lokala helgdagar
- 11 oktober firas frigörelsen från turkarna.
- 6 december - Sankt Nikolaus-dagen, efter Nikolaus, Kozanis skyddshelgon.

Det kommunala bandet heter Pandora, grundades 1902, och deltar i alla föreställningar och festligheter.

## Historisk befolkning
| År   | Befolkning | Förändring     | Kommunal befolkning | Förändring    | Befolkningstäthet |
| ---- | ---------- | -------------- | ------------------- | ------------- | ----------------- |
| 1971 | 23 240     | -              | -                   | -             | -                 |
| 1981 | 31 120     | +7 880/ +33,9% | -                   | -             | -                 |
| 1991 | 31 553     | +433/ +1,39%   | 43 395              | -             | 119/km²           |
| 2001 | 38 591     | +7 038/ +22,3% | 49 812              | +6 417/+14,8% | 136/km²           |